# Shinshoku Dolce
 (mai 2018).
Si vous disposez d'ouvrages ou d'articles de référence ou si vous connaissez des sites web de qualité traitant du thème abordé ici, merci de compléter l'article en donnant les références utiles à sa vérifiabilité et en les liant à la section « Notes et références ».
Albums de Kanon Wakeshima
Lolitawork Libretto
Shinshoku Dolce (侵食ドルチェ, Shinshoku Doruche) est le premier album de Kanon Wakeshima, sorti le 11 février 2009 en Europe et le 18 février 2009 au Japon.
L'album restera 2 semaines dans le Top Oricon, pour atteindre la 47e position.
Tirés de cet album, les deux premiers singles, still doll et Suna no Oshiro, sont les deux génériques de fin de l'anime Vampire Knight. Toutes les chansons ont été composées par Mana et écrites par Kanon Wakeshima. C'est aussi elle qui joue le violoncelle sur chaque piste.
Les critiques envers Kanon Wakeshima et son premier album dans le monde sont généralement favorables (moyennes avoisinant 4/5). Kanon est qualifiée de Révélation Gothic Lolita par Kazé. Asia-tik nous fait part d'un avis très favorable, qualifiant l'album comme étant « remplis de douceur et de rêve, tel un conte de fée durant un peu plus d'une heure ». En revanche, Total-manga critique sévèrement l'album et le compare à de l'électro (à noter : le style de Kanon Wakeshima se range plutôt du côté du dark wave néo-classique.

## Liste des chansons
【CD】
1. sweet ticket (sweet ticket) - 1:19
2. 真紅のフェータリズム (Shinku No Fatalism) - 2:51
3. 鏡 (Kagami) - 3:06
4. still doll (album ver.) (still doll (album ver.)) - 3:42
5. マボロシ (Maboroshi) - 3:40
6. アンニュイ気分! (Ennui Kibun!) - 3:16
7. 砂のお城 (Suna no Oshiro) - 3:09
8. Monochrome frame (Monochrome frame) - 3:49
9. L'espoir ～魔法の赤い糸～ (L’espoir ～Mahou No Akai Ito～) - 3:12
10. 黒い鳥籠 (Kuroi Torikago) - 2:52
11. skip turn step ♪ (skip turn step ♪) - 4:33
12. 白い心 (Shiroi Kokoro) - 3:19
13. sweet dreams (sweet dreams) - 1:34

【DVD】
1. still doll (still doll) - Clip Vidéo
2. 砂のお城 (Suna no Oshiro) - Clip Vidéo

## Traduction des titres de chanson
1. Mot doux
2. Fatarythm pourpre
3. Miroir
4. Poupée silencieuse
5. Illusion
6. Sentiment d'ennui!
7. Château de sable
8. Cadre monochrome
9. L’espoir ～Le fil rouge magique～
10. La Volière noire
11. skip turn step ♪
12. Cœur blanc
13. Rêves doux